# ۱۴۶ (عدد)
۱۴۶(صد و چهل و شش) یک عدد طبیعی است که بعد از ۱۴۵ و قبل از ۱۴۷ قرار دارد.